# Каматеро
Каматеро (на гръцки: Καματερό) е град в Гърция. Населението му е 28 361 жители (според данни от 2011 г.). Част е от Атинския метрополен район. Намира се в часова зона UTC+2. Пощенският му код е 13451, телефонния 210, а МПС кода е Zxx.